# Antoonops corbulo
Espèce
Antoonops corbulo est une espèce d'araignées aranéomorphes de la famille des Oonopidae.

## Distribution
Cette espèce se rencontre en Côte d'Ivoire et au Ghana.

## Description
Ces araignées ressemblent a des fourmis. Les mâles mesurent de 1,74 à 1,84 mm et les femelles de 1,63 à 1,75 mm.

## Étymologie
Cette espèce est nommée en l'honneur du général Cnaeus Domitius Corbulo.

## Publication originale
- Fannes & Jocqué, 2008 : Ultrastructure of Antoonops, a new, ant-mimicking genus of Afrotropical Oonopidae (Araneae) with complex internal genitalia. American Museum novitates, no 3614, p. 1-30 (texte intégrale).